# Паре (народ)
Па́ре (вапаре, також асу / Asu) — народ групи банту на північному сході Танзанії .

## Територія розселення, мова, чисельність і релігія
Люди паре проживають здебільшого в районі гір Паре, адміністративно це південь регіону Кіліманджаро.
Люди паре/вапаре розмовляють мовою асу (кіпаре), що є писемною (на основі латинки). Згідно з даними на 2009 рік представників народу паре — 530 тисяч осіб, з них 25 тисяч говорять виключно рідною мовою. Розповсюджене володіння мовою суахілі.
За релігією переважно християни-католики, є мусульмани-суніти, зберігаються релікти традиційних вірувань.

## З етнічної історії
Суспільство паре вже з кінця XVIII століття являло собою ієрархізовану структуру, поділену на родові групи, з чіткою військовою організацією, формувались міжплемінні союзи. До складу кланів паре входили також представники небантумовного населення регіону, зокрема кушитомовні мбугу. 
В цілому південні паре, більш однорідне населення Саут-Паре, управлялось невеликими вождівствами, а північні паре у Норт-Паре організували більш-менш міцні королівства. Наприклад, Усангі (Usangi), правителями якого були Мфумва Санґіва І (Mfumwa Sangiwa I, помер у 1923 році), Мфумва Кошума Санґіва (Mfumwa Koshuma Sangiwa; владарював до 1928 року), Мфумва Сабуні (Mfumwa Sabuni) і нарешті Мфумва Шабат Мтенґеті Санґіва (Mfumwa Shaban Mtengeti Sangiwa), правління якого скінчилося з проголошенням незалежності Танганьїки (1963) і утворенням національних центральних і регіональних органів влади. 
Інше королівство паре з Норт-Паре — Шана або Уґвено (Ugweno), що остаточно сформувалось в XVIII столітті і відоме завдяки напівлегендарному правителю на ім'я Шана (Shana), родоначальнику однойменного клану, продовжувало існувати за часів спершу німецьких колонізаторів (1881-1919), потім за британської колоніальної влади й теж припинило існування з незалежністю Танганьїки. 
Як і інші народи регіону, паре влаштовували й потерпали від рейдів войовничих масаїв, відомі також сутички з сусідніми чагга і таїта. Крім зв'язків з сусідніми народами, люди паре підтримували контакти з суахілійцями з узбережжя, брали участь у караванній торгівлі, відтак уже з ХІХ століття активно переймали традиції суахілі, мову, елементи культури.
Завдяки хорошій соціальній і військовій організації, паре з 2-ї третини ХХ століття включились у політичне життя, зокрема антиколоніальний і національно-визвольний рух. Так, у 1946 році була утворена політична Спілка Паре (The Pare Union), що стала одним з перших національно-антиколоніальним об'єднанням у Танганьїці. Як і решта подібних рухів, Спілка Паре ввійшла до складу об'єднання Африканська Асоціація Танганьїки (Tanganyika African Association / TAA), що згодом (1954) стала партією Африканський Національний Союз Танганьїки (Tanganyika African National Union / TANU) задля уникнення суто етнічних партійних утворень.
Представниця народу паре пані Дамарі Намдорі Сефує (Ms. Damari Namdori Sefue), відома як матінка Канґалу (née Kangalu) була першою танзанійкою (у тодішній Танганьїці), що вивчилась на вчительку.

## Економіка, культура і суспільство
Основу традиційної економіки паре було підсічнр-вогневе землеробство, переважно на схилах і відрогах гір (банани, просо, сорго, кукурудза, маніока, батат, арахіс; у колоніальні час з'явились плантації кави і сизалю та розведення великої рогатої худоби, що правила за мірило престижу, кіз, курей тощо.
За давнини паре уславились видобутком заліза (клан шана/Shana) і ковальствоом, втім за німецького колоніалізму (перші десятиліття ХХ ст.) традиційна металургія зазнала занепаду, і дотепер (початок ХХІ ст.) залишається в реліктовому стані.
Серед ремесел збереглися виготовлення ліпної кераміки й дерев'яного хатнього начиння.
Традиційне житло людей паре — вуликоподібне, стінки з жердин, обмазаних глиною, з куполоподібним трав'яним дахом. Все більшого поширення набуває суахілійський тип житла.
Жіночий одяг — цільний обріз бавовняної матерії з набивним малюнком, поверх якого мусульманки вдягають чорну накидку на повен зріст, але без паранджі. Чоловіки, зокрема, мусульмани носять вільну сорочку (канзу) суахілійського (загальнотанзанійського) покрою, поверх якого з офіційної і/або святкової нагоди одягають піджак. 
Харчуються паре здебільшого рослинною їжею.
Переважає мала родина; нормативна моногамія лише у християн.
У людей паре збереглись відголоски родових відносин і давніх вірувань (культ предків, викликання дощу), знахарство; фольклор, зокрема перекази про верховне божество-творця всього сущого Кілунге (Kilunge), легенди про героя Машамбо (Mashambo), повчальні казки.